# توني بينز
توني بينز (بالإنجليزية: Tony Binns)‏ هو جغرافي نيوزيلندي، ولد في 1948.